# Panzerschnellmine
Panzerschnellmine – niemiecka mina przeciwpancerna z okresu II wojny światowej.
Obudowa miny była prostym, drewnianym pudełkiem.  Pod wiekiem znajdowały się dwa zapalniki naciskowe.